# Új Idők
Új Idők (gyakran Uj Idők formában is) címmel két különböző folyóirat is megjelent már Magyarországon.

## Uj Idők (1894–1949)
A szépirodalmi képes hetilap első száma 1894. december 18-án jelent meg, szerkesztésével Herczeg Ferencet bízta meg a lap alapítója, a Singer és Wolfner kiadó. Herczeg Ferenc pedig állandó fő munkatársának nyerte meg Mikszáth Kálmánt és Bródy Sándort is, valamint a lap állandó belső munkatársa lett Sebők Zsigmond, Tábori Róbert, Beöthy László, Bársony István és Pósa Lajos is. Herczeg Ferenc a szerkesztői feladatokat egészen 1944-ig látta el, és a lap az idők folyamán a legnagyobb szépirodalmi hetilappá vált.
A hetilap többnyire népi-nemzeti, konzervatív beállítottságú volt, amely a vidéki értelmiségiek (tanítók, jegyzők, orvosok, papok) érdeklődésének megfelelő cikkeket, társasági híreket, divatfotókat és irodalmi alkotásokat közölt, de volt családi- és gyermekrovata is. A nagy példányszámú lap bevételeiből olvasóinak, előfizetőinek egy huszonnégy kötetes lexikon ajándékozására is futotta.
Munkatársai nagyrészt a Horthy-korszak divatos és a modern irodalmi törekvésektől elzárkózó írói voltak, de minden író helyet kaphatott itt, csak a tehetség számított, ennek megfelelően megjelentek benne a lap szerkesztőjének, Herczeg Ferencnek írásain kívül Ambrus Zoltán, Bródy Sándor, Kassák Lajos, Radnóti Miklós, Tömörkény István, majd Benedek Marcell, Csathó Kálmán, Fekete István, Gulácsy Irén, Harsányi Zsolt, Márai Sándor, Szabó Lőrinc, Zsigray Julianna írásai is.
A lap 1914 nyarától propagandatevékenységbe fogott, amellyel arra ösztönözte közönségét, hogy súlyos személyes áldozatok árán is támogassák a világháborút.
A lapban indulásakor folytatásokban jelentek meg Gárdonyi Géza és Jókai Mór regényei, de itt jelent meg először folytatásokban Mikszáth Kálmán Szent Péter esernyője című regénye is.
Az Új Idők című hetilap 1949-ben szűnt meg.

## Új Idők (1995–2013)
1995-ben Pongrátz Gergellyel, az 1956-os forradalom és szabadságharc Corvin közi parancsnokával indította útjára Vödrös Attila, a szocialista–liberális kormányzat által nem sokkal korábban drasztikusan felszámolt Pest Megyei Hírlap főszerkesztője.
Szerzői és olvasói többségükben értelmiségiek, olyanok, akik számára a Kárpát-medencei magyarság sorsa életbe vágó. A folyóiratban publikált Benedek István, Sándor András, Stolmár G. Ilona, Molnos Angéla, Kuczka Judit, Regős Sándor, valamint a szerkesztőbizottság első elnöke, az ’56-os forradalom napjaiban csak „Fehér Sapka”-ként emlegetett dr. Fedor József. Az Új Idők soha egyetlen szerzőjének sem tudott munkájáért fizetni, ők erkölcsi, szakmai kötelességből teljesítették hivatásukat.
2013 decemberében a folyóirat működése finanszírozhatatlanná vált, így tizenkilencedik évfolyamában megszűnt.